# Mehmet Halife
Mehmet Halife ibn Huseyn fou un cortesà i historiador otomà del segle xvii, d'origen bosnià.
Va exercir alguns càrrecs a partir de 1633/1634, i va exercir algunes tasques diplomàtiques. Fou també poeta. És conegut per la seva obra Tarikh-i Ghilmani, una crònica del seu temps, que dona detalls de la vida interior de palau, i que tot i desordenada permet fer-se una idea del període de 1633 a 1660. Fou posada en orde cronològic i adaptada a estil literari vers el 1660-1665 amb addicions i correccions abraçant el període 1623-1664.
Hauria traduït també del persa l'obra Dhakirat al-muluk, escrita en persa suposadament per Ali ibn Shihab al-Din Hamadani o per Muslih al-Din Mustafa ibn Shaban (+1561/1562).